# Élections européennes de 2024 au Danemark
Pour un article plus général, voir Élections européennes de 2024.
Les élections européennes de 2024 au Danemark sont les élections des députés de la dixième législature du Parlement européen, qui se déroulent du 6 au 9 juin 2024 dans tous les États membres de l'Union européenne, dont le Danemark où elles ont lieu le 9 juin 2024.

## Mode de scrutin
Les députés européens danois sont élus au suffrage universel direct par l'ensemble des citoyens de l’UE résidant de façon permanente au Danemark et étant âgés de plus de 18 ans. Les sièges sont répartis proportionnellement entre les listes selon la méthode d'Hondt. Contrairement aux élections législatives, mais de manière similaire aux élections locales, les alliances électorales sont autorisées.
Pour se présenter aux élections, un parti doit soit avoir obtenu une représentation lors des précédentes élections législatives et être encore représenté au Folketing 9 semaines avant la date des élections (7 avril 2024), soit avoir obtenu une représentation lors des précédentes élections au Parlement européen au Danemark et être encore représenté au Parlement européen 9 semaines avant la date des élections. Si aucun de ces critères n'est rempli, un parti doit recueillir les signatures d'un nombre d'électeurs égal à au moins 2 % des votes valides lors des dernières élections législatives (70 680). Les signatures doivent être déposées au plus tard 11 semaines avant la date de l'élection (24 mars 2024).

## Contexte
Au niveau européen, Ursula Von Der Leyen a présidé la Commission européenne pendant 5 ans. Son mandat a été marqué par la pandémie de Covid-19, qui a été suivi par l'achat en commun de vaccin et la mise en place d'un plan de relance européen commun. Il a aussi été marqué par l'invasion russe de l'Ukraine, qui a eu pour conséquence dans l'Union européenne une montée des prix de l'énergie, un retour de l'inflation et une volonté de renforcer les moyens de défense de l'Europe. L'Ukraine s'est vu octroyée le statut de pays candidat à l'Union européenne.
Alors que les élections européennes de 2019 avaient été précédées par le mouvement des jeunes pour le climat et avaient vues un bon score des formations écologistes, le mandat d'Ursula Von der Leyen a aussi été marqué par la mise en place du Pacte Vert (Green Deal), porté par le Vice-président de la Commission européenne Frans Timmermans. Ce pacte vert a été fortement critiqué à partir de 2023, notamment par les syndicats agricoles.
Au Danemark, ces élections se déroulent dans un contexte particulier, un an et demi après les élections législatives de 2022. Les élections législatives de 2022 furent l'occasion de multiples recompositions politiques. L'ancien Premier ministre Lars Løkke Rasmussen a notamment quitté le Parti libéral pour former les Modérés et a fini troisième des élections. À la suite de ces élections, la première ministre sociale-démocrate Mette Frederiksen forme une coalition rassemblant son parti Social Démocratie, le Parti libéral et les Modérés. C'est la première fois depuis 1978 qu'un gouvernement réunit Social-démocratie et le Parti Libéral, au-delà du clivage gauche-droite.
Les élections de 2022 ont aussi vu un changement à l'extrême droite avec un net recul du Parti populaire danois, au profit notamment des Démocrates danois.

## Campagne

### Listes et candidats
| Parti | Parti | Parti                        | Tête de liste            | Groupe parlementaire | Dernière élection | Dernière élection | Élus sortants |
| Parti | Parti | Parti                        | Tête de liste            | Groupe parlementaire | %                 | Élus              | Élus sortants |
| ----- | ----- | ---------------------------- | ------------------------ | -------------------- | ----------------- | ----------------- | ------------- |
|       | V     | Parti libéral (Venstre)      | Morten Løkkegaard        | Renew Europe         | 23.50%            | 4                 | 3             |
|       | A     | Social Démocratie            | Christel Schaldemose     | S&D                  | 21.48%            | 3                 | 3             |
|       | F     | Gauche verte                 | Kira Peter-Hansen        | Verts/ALE            | 13.23%            | 2                 | 2             |
|       | O     | Parti populaire danois       | Anders Vistisen          | ID                   | 10.76%            | 1                 | 1             |
|       | B     | Libéraux sociaux             | Sigrid Friis Frederiksen | Renew Europe         | 10.07%            | 2                 | 1             |
|       | C     | Parti populaire conservateur | Niels Flemming Hansen    | PPE                  | 6.18%             | 1                 | 1             |
|       | Ø     | Alliance rouge-verte         | Per Clausen              | La Gauche            | 5.51%             | 1                 | 1             |
|       | Å     | L'Alternative                | Jan Kristoffersen        |                      | 3.37%             | 0                 | 0             |
|       | I     | Alliance libérale            | Henrik Dahl              |                      | 2.20%             | 0                 | 0             |
|       | M     | Modérés                      | Stine Bosse              |                      |                   |                   | 1             |
|       | Æ     | Démocrates Danois            | Kristoffer Hjort Storm   |                      |                   |                   | 0             |

## Résultats
| Parti ou coalition       | Parti ou coalition               | Voix      | %     | +/-  | Sièges | +/-           | Groupe    | Groupe |
| ------------------------ | -------------------------------- | --------- | ----- | ---- | ------ | ------------- | --------- | ------ |
|                          | Parti populaire socialiste (F)   | 426 472   | 17,42 | 4,19 | 3      | 1             | Verts/ALE |        |
|                          | Social-démocratie (A)            | 381 125   | 15,57 | 5,91 | 3      | en stagnation | S&D       |        |
|                          | Parti libéral (V)                | 360 212   | 14,72 | 8,78 | 2      | 2             | RE        |        |
|                          | Parti populaire conservateur (C) | 216 357   | 8,84  | 2,66 | 1      | en stagnation | PPE       |        |
|                          | Démocrates danois (Æ)            | 180 836   | 7,39  | Nv.  | 1      | 1             | CRE       |        |
|                          | Parti social-libéral danois (B)  | 173 159   | 7,07  | 3    | 1      | 1             | RE        |        |
|                          | Liste de l'unité (Ø)             | 172 287   | 7,04  | 1,53 | 1      | en stagnation | GUE/NGL   |        |
|                          | Alliance libérale (I)            | 170 199   | 6,95  | 4,75 | 1      | 1             | PPE       |        |
|                          | Parti populaire danois (O)       | 156 014   | 6,37  | 4,39 | 1      | en stagnation | PfE       |        |
|                          | Modérés (M)                      | 145 698   | 5,95  | Nv.  | 1      | 1             | RE        |        |
|                          | L'Alternative (Å)                | 65 228    | 2,66  | 0,71 | 0      | en stagnation |           |        |
|                          |                                  |           |       |      |        |               |           |        |
| Votes valides            | Votes valides                    | 2 447 783 | 97,70 |      |        |               |           |        |
| Votes blancs et nuls     | Votes blancs et nuls             | 57 598    | 2,30  |      |        |               |           |        |
| Total                    | Total                            | 2 505 381 | 100   | –    | 15     | 1             | –         |        |
| Abstentions              | Abstentions                      | 1 795 874 | 41,75 |      |        |               |           |        |
| Inscrits / Participation | Inscrits / Participation         | 4 301 255 | 58,25 |      |        |               |           |        |